# 秋元長朝
秋元長朝（日语：／ Akimoto Nagatomo，1546年—1628年9月26日）是日本戰國時代至江戶時代初期的武將、大名。館林藩秋元家初代。父親是秋元景朝。

## 生平
在天文15年（1546年）出生。最初仕於廳鼻上杉氏。天正18年（1590年），在豐臣秀吉發動小田原征伐時，主君上杉氏憲在小田原城內守城，此時亦跟隨氏憲，加入北條方，並守備深谷城。雖然與豐臣軍奮戰，成功守城，不過隨著本城小田原城開城，並得知前田利家和淺野長政的猛攻，於是與杉田因幡一同開城，令深谷減少傷亡。此後暫時隱居，不過在文祿元年（1592年），受井伊直政推舉而成為德川家康的家臣，被歸入直政之下，並被賜予上野國惣社的所領。
在慶長5年（1600年）的關原之戰中，於戰前以詰問上杉景勝的使者身份前往會津。戰後，亦受家康之命，再度前往會津，並勸景勝降伏，成功令其接受。因為這次功績，被賜予1萬石所領而成為大名。慶長9年（1604年），從利根川引水的治水工事得到大成功，令所領的收穫倍增。
慶長19年（1614年），在大坂之陣中亦有從軍並立下功績。元和8年（1622年），把家督讓予嫡男泰朝並隱居。在寬永5年（1628年）死去。享年83歲。